# Olsen Brothers

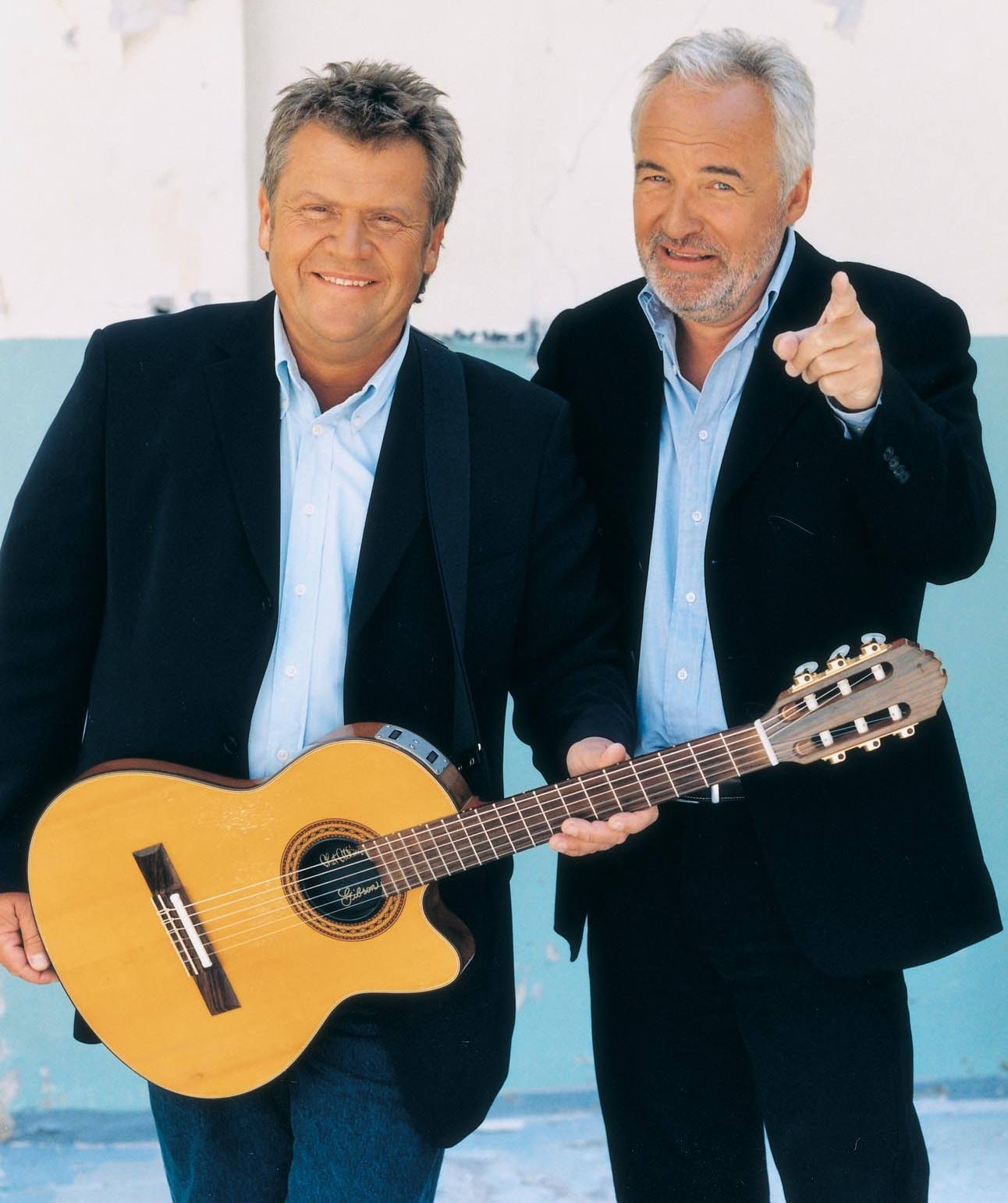
Olsen Brothers (2008)

Die Olsen Brothers (dänisch: Brødrene Olsen) sind die zwei dänischen Brüder Jørgen (* 15. März 1950 in Odense) und Niels „Noller“ (* 13. April 1954 ebenda) Olsen.

## Karriere
Ihre Laufbahn als Rock- und Popmusiker begannen sie 1965 mit der Gründung der Band The Kids. Erste Bühnenerfahrung sammelten die Olsens als Vorgruppe der Kinks bei deren Konzert in Kopenhagen. Im Jahr 1967 veröffentlichten The Kids ihre erste Single.
Beide Brüder waren ab März 1971 Mitglieder des dänischen Ensembles von Hair, mit dem sie später in Dänemark, Norwegen und Schweden auf Tour gingen. Das erste von bislang zwölf Alben der Olsen Brothers erschien 1972.
Zwischen 1978 und 1990 nahmen die Brüder mehrfach am Dansk Melodi Grand Prix, der Vorentscheidung zum Eurovision Song Contest, teil, ohne sich für das internationale Finale zu qualifizieren. 1989 und 1990 versuchte es Jørgen Olsen als Solist.
Im Jahr 2000 feierten die Olsen Brothers in Stockholm ihr Comeback mit dem Gewinn des Eurovision Song Contest. Mit dem von Jørgen Olsen verfassten Song Fly on the Wings of Love (Original: Smuk som et Stjerneskud) landeten sie auch einen international kommerziell erfolgreichen Hit. Fünf Jahre später traten die Gebrüder noch einmal bei der dänischen Vorentscheidung an und landeten mit Little Yellow Radio im Finale auf dem zweiten Platz. Zum bislang letzten Mal versuchte es Jørgen 2007 noch einmal als Solist in der Vorentscheidung, landete aber im Finale mit Null Punkten auf dem geteilten siebten und somit letzten Platz.
Im Frühjahr 2019 erlitt Niels Olsen eine Gehirnblutung, die von einem bei darauffolgenden Untersuchungen entdeckten Hirntumor ausgelöst wurde. Die Ärzte gaben ihm zu diesem Zeitpunkt noch zwei bis vier Jahre zu leben. Das Duo bestätigte daraufhin das Ende seiner Karriere. Laut eigener Aussage war Olsen zunächst mehrere Jahre lang krebsfrei, „obwohl der Krebs zu jeder Zeit zurückkommen kann“. Im Oktober 2023 wurde bekannt, dass Niels Olsen erneut an Krebs erkrankt ist.

## Teilnahmen Eurovision Song Contest und Vorentscheidungen
| Jahr |                | Titel                                              | Sprache                                      | Platz Vorentscheidung | Platz ESC |
| ---- | -------------- | -------------------------------------------------- | -------------------------------------------- | --------------------- | --------- |
| 1978 | Olsen Brothers | San Francisco                                      | Dänisch                                      | 2                     | –         |
| 1979 | Olsen Brothers | Dans dans dans                                     | Dänisch                                      | 8                     | –         |
| 1980 | Olsen Brothers | Laila                                              | Dänisch                                      | 5                     | –         |
| 1986 | Olsen Brothers | Fællessang i parken                                | Dänisch                                      | 6–10                  | –         |
| 1989 | Jørgen Olsen   | Fugle                                              | Dänisch                                      | 3                     | –         |
| 1990 | Jørgen Olsen   | Berlin                                             | Dänisch                                      | 3                     | –         |
| 2000 | Olsen Brothers | Smuk som et stjerneskud / Fly on the Wings of Love | Dänisch (Vorentscheid) Englisch (ESC-Finale) | 1                     | 1         |
| 2005 | Olsen Brothers | Little Yellow Radio                                | Englisch                                     | 2                     | –         |
| 2007 | Jørgen Olsen   | Vi elsker bare danske piger                        | Dänisch                                      | 7                     | –         |

## Diskografie

### Alben
| Jahr | Titel                    | Höchstplatzierung, Gesamtwochen, AuszeichnungChartplatzierungen (Jahr, Titel, Platzierungen, Wochen, Auszeichnungen, Anmerkungen) | Höchstplatzierung, Gesamtwochen, AuszeichnungChartplatzierungen (Jahr, Titel, Platzierungen, Wochen, Auszeichnungen, Anmerkungen) | Höchstplatzierung, Gesamtwochen, AuszeichnungChartplatzierungen (Jahr, Titel, Platzierungen, Wochen, Auszeichnungen, Anmerkungen) | Höchstplatzierung, Gesamtwochen, AuszeichnungChartplatzierungen (Jahr, Titel, Platzierungen, Wochen, Auszeichnungen, Anmerkungen) | Anmerkungen                          |
| Jahr | Titel                    | DE | AT | CH | DK | Anmerkungen                          |
| ---- | ------------------------ | --- | --- | --- | --- | ------------------------------------ |
| 2000 | Wings of Love            | DE15 (13 Wo.)DE | AT14 (10 Wo.)AT | CH36 (9 Wo.)CH | — | Erstveröffentlichung: Mai 2000       |
| 2001 | Walk Right Back          | DE78 (2 Wo.)DE | — | — | DK2 Platin · (17 Wo.)DK | Erstveröffentlichung: Mai 2001       |
| 2002 | Songs                    | — | — | — | DK1 Platin · (24 Wo.)DK | Erstveröffentlichung: August 2002    |
| 2003 | Weil Nur Die Liebe Zählt | DE85 (1 Wo.)DE | — | — | — | Erstveröffentlichung: Februar 2003   |
| 2003 | More Songs               | — | — | — | DK7 Gold · (19 Wo.)DK | Erstveröffentlichung: September 2003 |
| 2005 | Our New Songs            | — | — | — | DK10 (6 Wo.)DK | Erstveröffentlichung: Februar 2005   |
| 2005 | Celebration              | — | — | — | DK24 (2 Wo.)DK | Erstveröffentlichung: Oktober 2005   |
| 2008 | Respect                  | — | — | — | DK3 Gold · (10 Wo.)DK | Erstveröffentlichung: September 2008 |
| 2010 | Wings of Eurovision      | — | — | — | DK7 (4 Wo.)DK | Erstveröffentlichung: Juni 2010      |
| 2011 | Hits                     | — | — | — | DK36 (1 Wo.)DK | Erstveröffentlichung: September 2011 |
| 2013 | Brothers to Brothers     | — | — | — | DK18 (7 Wo.)DK | Erstveröffentlichung: November 2013  |

Weitere Alben
- 1972: Olsen
- 1973: For What We Are
- 1973: For the Children of the World
- 1976: Back on the Tracks
- 1977: You're the One
- 1987: Rockstalgi
- 1990: Det Stille Ocean
- 1994: Greatest and Latest
- 2000: The Story of Brødrene Olsen (DK: Gold)

### Singles
| Jahr | Titel Album                            | Höchstplatzierung, Gesamtwochen, AuszeichnungChartplatzierungen (Jahr, Titel, Album, Platzierungen, Wochen, Auszeichnungen, Anmerkungen) | Höchstplatzierung, Gesamtwochen, AuszeichnungChartplatzierungen (Jahr, Titel, Album, Platzierungen, Wochen, Auszeichnungen, Anmerkungen) | Höchstplatzierung, Gesamtwochen, AuszeichnungChartplatzierungen (Jahr, Titel, Album, Platzierungen, Wochen, Auszeichnungen, Anmerkungen) | Höchstplatzierung, Gesamtwochen, AuszeichnungChartplatzierungen (Jahr, Titel, Album, Platzierungen, Wochen, Auszeichnungen, Anmerkungen) | Anmerkungen                        |
| Jahr | Titel Album                            | DE | AT | CH | DK | Anmerkungen                        |
| ---- | -------------------------------------- | --- | --- | --- | --- | ---------------------------------- |
| 1982 | Marie, Marie –                         | DE21 (18 Wo.)DE | — | — | — | Erstveröffentlichung: Oktober 1982 |
| 2000 | Fly on the Wings of Love Wings of Love | DE7 (16 Wo.)DE | AT11 (11 Wo.)AT | CH17 (14 Wo.)CH | — | Erstveröffentlichung: Mai 2000     |
| 2003 | Vi tænder lyset –                      | — | — | — | DK18 (1 Wo.)DK | Erstveröffentlichung: Januar 2003  |

grau schraffiert: keine Chartdaten aus diesem Jahr verfügbar
Weitere Singles
- 1972: Angelina
- 1977: Julie
- 1978: San Francisco
- 1979: Dans Dans Dans
- 1985: Neon Madonna

## Auszeichnungen für Musikverkäufe
| Goldene Schallplatte - Schweden - 2003: für das Album Songs | Platin-Schallplatte - Schweden - 2000: für die Single Fly on the Wings of Love - 2000: für das Album Wings of Love |

Anmerkung: Auszeichnungen in Ländern aus den Charttabellen bzw. Chartboxen sind in ebendiesen zu finden.
| Land/RegionAuszeichnungen für Musikverkäufe (Land/Region, Auszeichnungen, Verkäufe, Quellen) | Gold     | Platin     | Verkäufe | Quellen |
| -------------------------------------------------------------------------------------------- | -------- | ---------- | -------- | --- |
| Dänemark (IFPI)                                                                              | 3× Gold3 | 2× Platin2 | 165.000  | ifpi.dk (Memento vom 8. Oktober 2011 im Internet Archive) DK2 (Memento vom 5. Oktober 2002 im Internet Archive) DK3 DK4 |
| Schweden (IFPI)                                                                              | Gold1    | 2× Platin2 | 140.000  | sverigetopplistan.se |
| Insgesamt                                                                                    | 4× Gold4 | 4× Platin4 |          | |